# 墩集镇
墩集镇，是中华人民共和国安徽省宿州市泗县下辖的一个乡镇级行政单位。

## 行政区划
墩集镇下辖以下地区：
墩集村、霸王村、项沟村、石龙岗村、石梁河村、界牌张村和汴河新村。